# 伊恩·佛萊明
（1908年5月28日—1964年8月12日），英國作家和記者，代表作為詹姆士·龐德系列小說及兒童故事《萬能飛天車》（Chitty Chitty Bang Bang）。

## 生平
伊恩·佛萊明生在伦敦，父亲瓦伦丁·弗莱明是英國國會議员，母亲是Evelyn St. Croix Fleming (née Rose)。伊恩有一个哥哥彼得（遊記作家）和两个弟弟邁克爾和理查。佛萊明希望考进外交部工作，但是不成事。他到路透社做助理编辑和记者，1933年曾在莫斯科。他曾经于1939年在MI6担任勤务，第二次世界大战期间在英國安全協調局担任间谍。
战后居住于牙买加，將其宅邸命名為「黃金眼」（Goldeneye）以紀念自己在二戰期間參與的一次秘密行動。1952年8月16日正式以海軍少校階級結束英國皇家海軍後備隊的服役生涯。1953年以自己的间谍经验為基礎创作了第一本詹姆斯·邦德小說《皇家賭場》，之後每年出版一部系列作。1964年留下遗作《金枪客》后因心脏病死去。

## 著作

### 詹姆斯·邦德系列小說
- 《皇家賭場》（Casino Royale, 1953）
- 《生死關頭》（Live and Let Die, 1954）
- 《太空城》（Moonraker, 1955）
- 《金鋼鑽》（Diamonds Are Forever, 1956）
- 《俄羅斯之戀》（From Russia, with Love, 1957）
- 《諾博士》（Dr. No, 1958）
- 《金手指》（Goldfinger, 1959）
- 《最高機密》（For Your Eyes Only, 1960）※短篇集
- 《霹靂彈》（Thunderball, 1961）
- 《海底城》（The Spy Who Loved Me, 1962）
- 《女王秘使》（On Her Majesty's Secret Service, 1963）
- 《雷霆谷》（You Only Live Twice, 1964）
- 《金鎗人》（The Man with the Golden Gun, 1965）
- 《八爪女與黎明生機》（Octopussy and The Living Daylights, 1966）※短篇集

### 報導文學
- The Diamond Smugglers, 1957

### 遊記
- Thrilling Cities, 1963

### 兒童文學
- 《萬能飛天車》（Chitty-Chitty-Bang-Bang, 1964）